# THX (entreprise)
THX Ltd. est une société fondée en 1983 par George Lucas et développée par Tomlinson Holman pour Lucasfilm Ltd.. Intégrée à l'origine dans Lucasfilm Ltd., THX Ltd. est devenue en 2002 une société indépendante, puis a été rachetée par Razer en 2016.
THX est aussi une société d'Ingénierie et d'« assurance qualité » des systèmes de restitution de l'image et du son. THX définit des critères, supervise les travaux nécessaires à la qualification et au droit d'utilisation du logo THX, puis vérifie périodiquement que les salles de cinéma et le matériel électronique grand public est en conformité avec ces critères. La certification THX d'une salle est un procédé payant réalisé uniquement par des techniciens agréés THX. En octobre 2016, Razer annonce le rachat de THX.

## Origine du nom de l'entreprise
THX vient du nom d'un ingénieur du son de Lucasfilm, Tomlinson Holman. Le « X » fait référence au crossover audio. C'est également un clin d'œil au premier film de George Lucas, THX 1138, qui lui-même tirait son titre du numéro de téléphone de George Lucas (849-1138) quand il était étudiant (THX équivalant à 849 sur un clavier alphanumérique).

## Certifications
Il existe plusieurs Certifications THX (THX n'est en aucun cas une norme) :
- THX I/S Plus : Certification de qualité de base, propre aux packs ampli de cinéma-maison, enceintes.
- THX Select : Certification de qualité de base, spécifiant un cahier de charge que l’appareil doit respecter. Niveau inférieur à THX Ultra.
- THX Select 2 : Certification de qualité de base qui inclut les modes jeu, cinéma et musique. Niveau inférieur à THX Ultra.
- THX Ultra : Certification de qualité spécifiant un cahier de charge que l’appareil doit respecter. Utilisé pour les appareils haute fidélité.
- THX Ultra 2 : Certification de qualité supérieure pour les appareils audio/vidéo haut de gamme.

## Dans la culture populaire
Le son qui accompagne le logo THX en début de film est connu pour être particulièrement fort et plusieurs œuvres y font référence :
- Dans l'épisode L'Héritier de Burns des Simpson, ce son rend le public d'un cinéma sourd.
- Le long métrage d'animation Les Vacances des Tiny Toons fait aussi un clin d'œil à THX ltd.
- Le film d'Alain Chabat, Astérix et Obélix : Mission Cléopâtre y fait référence dans une scène où un légionnaire romain cherche un nom terminant par -ix en essayant THX pour avoir Panoramix. Pour l'esprit humoristique du film, il ajoute à cela "Non c'est vrai, ça sonnait large." quand le personnage de César désapprouve sa tentative.
- Dans le long métrage d'animation Nos voisins les hommes de Dreamworks, on peut entendre ce son lorsque l'enfant porc-épic allume la télévision en tombant accidentellement sur la télécommande, manquant de réveiller le couple dormant à l'étage.
- L'intro de l'album de l'artiste américain Dr.Dre , 2001 intitulé "Lolo -Intro" , sample le son de THX pour faire comprendre à l'auditeur que l'album possède une grande qualité sonore.

## Domaines d'application
D'abord conçu pour les salles de cinéma, THX Ltd. étend son domaine à la certification de films labellisés THX (ce qui signifie que le film a été mixé dans un auditorium lui-même certifié). Puis aborde les domaines « grand public » (home cinéma, vidéo, automobile et jeux vidéos).